# Kormos Márta
Kormos Márta, férjezett Radó Györgyné (Budapest, Erzsébetváros, 1909. december 15. – Budapest, 1988. június 28.) színésznő, műfordító. Férje Radó György író, műfordító volt.

## Élete
Kormos Tivadar (1881–1945) geológus, egyetemi tanár és Belházy Vilma (1882–1962) lánya. 1937-ben végezte el a budapesti Színiakadémiát. Pályáját 1937-ben kezdte a Magyar Színházban, ahol kisebb szerepekben tűnt fel. 1938 és 1940 között a Vígszínházban játszott. 1941–44-ben a Kolozsvári Nemzeti Színház tagja volt. 1945-ben fél évre eltiltották a színháztól. 1946 és 1947 között a Belvárosi Színházban, 1950 és 1952 között a SZOT Üdülő Színházban lépett színpadra. 1952-ben betegsége miatt megvált a színpadtól. Ezután férje irodalmi estjein szavalóművészként lépett fel. 1974-től haláláig a Fordítók Nemzetközi Szövetsége BABEL című folyóiratánál működött.

### Filmszerepei
- Az aranyember (1936) – Tímea
- Sárga rózsa (1940) – Cipra, cigánylány